# تترای باله‌بلند
تترای باله‌بلند (نام علمی: Brycinus longipinnis) که با نام تترای باله‌بلند آفریقایی نیز شناخته می‌شود، در قسمت‌های بالا و پایین رودخانه‌های بزرگ و همچنین در آب‌های لب شور دهانه رودها یافت می‌شود. این تنها گونه از خانواده Brycinus است که به رودخانه‌ها و نهرهای کوچک نیز وارد می‌شود.

## پراکنش
تترای باله‌بلند آفریقایی بومی نواحی ساحلی غربی آفریقا از گامبیا تا جمهوری دموکراتیک کنگو است.

## ویژگی‌ها
این گونه نسبتاً درشت از خانواده تتراها بوده و تا ۱۲٫۵ سانتیمتر رشد خواهد کرد. هر چند بیشتر نمونه‌ها کوچکتر از این اندازه هستند. جمعیت این ماهی در نهرهای کوچک کوچک‌تر از جمعیت آن در رودخانه‌های بزرگ است. اگرچه این ماهی در اصل یک ماهی آب شیرین است، اما به راحتی در آب‌های لب شور دهانه رودها نیز زندگی می‌کند.

## رژیم غذایی
تترای باله‌بلند آفریقایی طیف گسترده‌ای از مواد جانوری و گیاهی از جمله لارو حشرات، سخت‌پوستان و برخی جلبک‌ها را می‌خورد.
در آکواریوم این ماهی از غذای خشک پولکی و گرانول بدون هیچ مشکلی تغذیه می‌کند. همچنین می‌توان با غذاهای زنده یا منجمد مانند کرم خونی، آرتمیا و دافنی نیز تغذیه کرد.